# Giraldo
Giraldo es un municipio de Colombia, localizado en la subregión Occidente del departamento de Antioquia. Limita por el norte con los municipios de Cañasgordas y Buriticá, por el sur con el municipio de Santa Fe de Antioquia y por el oeste con los municipios de Abriaquí y Cañasgordas. Su cabecera dista 127 kilómetros de la ciudad de Medellín, capital del departamento de Antioquia. Posee una extensión de 96 kilómetros cuadrados y una altitud de 1950 metros.

## Historia
Se indica en la historia cómo estos territorios estuvieron remotamente habitados por los originales Arro, del grupo indígena de los catíos, por lo cual el primer caserío establecido en la región recibiría el mismo nombre, asignado por colonizadores provenientes de Santa Fe de Antioquia. Se conoce que en 1531, los oficiales españoles Juan Badillo y Francisco César exploraron estos territorios pero siguieron de largo. 
En 1865, Arro adquiere la categoría de distrito municipal mediante ley 65 del gobierno de entonces bajo la batuta de Pedro Justo Berrío. En esta misma fecha se le asigna el nombre de Giraldo en memoria del gobernador de Antioquia don Rafael María Giraldo.
Actualmente, Giraldo, que antes fue la tierra del anís, fue un municipio muy boyante a finales del siglo XVIII. Hoy es reconocido por la producción de su café exótico y su tradición musical, que ha ganado reconocimiento gracias al "bunde de cuajarón". Es un pueblo pequeño, de vocación rural, que conserva la costumbre del mercado dominical. Tiene lugares naturales, balnearios, cavernas y reservas.
Es además, un pueblo religioso, donde las celebraciones de la misa y otros rituales cobran importancia para sus pobladores.

## Generalidades
- Fundación: El 19 de diciembre de 1845.
- Erección en municipio, 1865
- Apelativo: Pueblo Solidario, Amable y Remanso de Paz ¨ Balcón de occidente¨

Tiene comunicación por carretera con Cañasgordas, Buriticá, Santa Fe de Antioquia, Abriaquí y Medellín. Las vía más usada, es siguiendo la troncal de Urabá, para después entre los municipios de Santa Fe de Antioquia y Cañasgordas a la altura de Manglar desviarse hacia la izquierda a unos 5 km se encuentra la cabecera municipal.

## División Político-Administrativa
Además de su Cabecera municipal. Giraldo tiene bajo su jurisdicción los siguientes corregimientos (de acuerdo a la Gerencia departamental):
- Manglar
- Pinguro

## Demografía
Población Total: 5 544 hab. (2018)
- Población Urbana: 2 061
- Población Rural:  3 483

Alfabetismo: 87.5% (2005)
- Zona urbana: 91.0%
- Zona rural: 86.1%

### Etnografía
Según las cifras presentadas por el DANE del censo 2005, la composición etnográfica del municipio es: 
- Mestizos & Blancos (99,8%)
- Afrocolombianos (0,2%)

## Economía
- Agricultura: Caña, Anís, Hortalizas, Café, Legumbres
- Ganadería
- Comercio

En cuanto a sus artesanías, han sido tradicionales las ollas y recipientes de barro, manualidades con cabuya, bejuco y madera.

## Fiestas
- Fiestas de la Virgen del Carmen.
- Fiestas de San Isidro, patronales.
- Aniversarios del municipio.
- Fiestas de integración y retorno
- Fiestas del campesino

## Gastronomía
- Tradicional comida típica antioqueña, como la famosa Bandeja paisa
- Asados, Sancochos de gallina, y sancochos de pescado en algunas veredas que viven de los ríos y quebradas.

## Sitios de interés
- Iglesia parroquial de San Isidro Labrador
- La localidad en sí. La mayoría de las casas y edificaciones son de dos plantas y no poseen ninguna influencia colonial
- Río Tunusco
- El Alto de Los Muertos
- La Cueva De Don Matías
- Caverna de Loma Grande
- Quebradas Raudal, La puná, Boquerón, San Bernardo, El Silencio, Manglar
- Zonas arqueológicas de Murí, Carauta y Fuemia
- Casa de la cultura
- Emisora municipal